# Alain de Changy
Alain Carpentier de Changy (né le 5 février 1922 et mort le 5 août 1994) est un pilote automobile belge.

## Biographie
Alain de Changy était un grand spécialiste des courses d'endurance avec en point d'orgue une sixième place aux 24 Heures du Mans 1958 sur Ferrari. En 1959, il s'essaye à la Formule 1 en s'inscrivant au  Grand Prix de Monaco à bord d'une Cooper de l'Équipe Nationale Belge mais il ne parvient pas à se qualifier. Il retourne en endurance.
Il est inhumé au cimetière de Bruxelles à Evere.